# クマのプー太郎
『クマのプー太郎』（クマのプーたろう）は、中川いさみによる日本の4コマ漫画。

## 概要
1989年から1994年にかけて、小学館の雑誌「ビッグコミックスピリッツ」に連載された。単行本は全5巻が小学館から刊行されている。
1995年4月から1996年3月にはTVアニメ化もされた。TVアニメは、『ツヨシしっかりしなさい』や『信長協奏曲』と同様フジテレビが完全自社製作をしていた。本作品は2022年現在、VHSやDVDやBlu-ray等といった映像ソフト化も、動画配信も、再放送も1度しかされていない（ただし最終回でプー太郎が最後に言ったセリフは「再放送も観ろよな。」であった）。
1996年にはPlayStation用とゲームボーイ用の2種類のゲームソフトが発売された。
2003年には一部の4コマや没ネタが収録されている『自選クマのプー太郎チーズ』『同バナナ』がそれぞれ刊行された。
2011年5月12日から『スナックプー太郎』のタイトルで『週刊ファミ通』にて連載を開始した。さらには12月27日には『クマのプー太郎 半分』、2012年10月30日には『クマのプー太郎 もう半分』がIKKI COMIXより発売された。
2022年6月に『しあわせうさぎ 〜クマのプー太郎セレクション〜』が発売されることを記念し、本作のしあわせうさぎを主役とした『しあわせうさぎ日記』をWebサイトの「ほぼ日刊イトイ新聞」にて、同年6月24日より短期集中連載として開始。

## 書誌情報
単行本
- 中川いさみ『クマのプー太郎』 1巻、小学館〈スピリッツクマコミックス〉、1990年12月18日。ISBN 978-4-091-79081-1。
- 中川いさみ『クマのプー太郎』 2巻、小学館〈スピリッツクマコミックス〉、1992年4月28日。ISBN 978-4-091-79082-8。
- 中川いさみ『クマのプー太郎』 3巻、小学館〈スピリッツクマコミックス〉、1992年12月19日。ISBN 978-4-091-79083-5。
- 中川いさみ『クマのプー太郎』 4巻、小学館〈スピリッツクマコミックス〉、1993年12月6日。ISBN 978-4-091-79084-2。
- 中川いさみ『クマのプー太郎』 5巻、小学館〈スピリッツクマコミックス〉、1994年12月5日。ISBN 978-4-091-79085-9。

自選集
- 中川いさみ『自選クマのプー太郎 チーズ』小学館〈ビッグスピリッツコミックススペシャル〉、2003年1月。ISBN 978-4-091-79481-9。
- 中川いさみ『自選クマのプー太郎 バナナ』小学館〈ビッグスピリッツコミックススペシャル〉、2003年2月。ISBN 978-4-091-79482-6。

再録版
- 中川いさみ『クマのプー太郎 半分』小学館〈IKKI COMIX〉、2011年12月27日。ISBN 978-4-091-88569-2。
- 中川いさみ『クマのプー太郎 もう半分』小学館〈IKKI COMIX〉、2012年10月30日。ISBN 978-4-091-88607-1。

## 登場人物

### 主要人物
プー太郎
声 - 古本新之輔
本作の主人公のクマで、“プー太郎”として以外にも様々なキャラクターに扮して登場する。常識人のツッコミ役が基本だが、松村くん・カラオケザルらへイタズラまがいの行動を取るボケ役になるなど、作品内でのスタンスも多岐に渡る。
アニメ版では詳論好きな皮肉屋で、唯一の常識人だが憎たらしい性格であり、酷い目に遭うことも多い。ロジャーが出てくる魔法のつぼを持っている。アニメ版では第1話のAパートからどこからの町から引っ越してくる。しあわせウサギやカラオケざるなどに何かとまとわりつかれて本人はかなり迷惑している（原作でもそれらしき部分はある）。ミューとはかなり仲が悪い。また、かなりの甘党である。
後に同作者の漫画『ネッコロ』にも準レギュラーとして登場している。
松村くん
声 - 鳥海勝美
プー太郎の一番の友達の人間。“35インチのメンソレータムを購入する”“自髪を糊で固めて根本から切り「地毛のかつら」を制作する”“悪筆な「かいパン（海パン）」の文字を「カレーパン」と誤読し、海水浴に持参する”“秒めくりカレンダーを購入し、剥がすのに必死で他が疎かになる”といったトリッキーな行動を取る。
アニメ版ではサブとして登場する。頭の回転が不規則であり、いつも失敗ばかりしている。
野ウサギ / しあわせウサギ
声 - 矢島晶子
幸せを探して30年の野ウサギ。ちょっとしたこと（特に、何かと何かの隙間に耳を入れるパターンが多い）で幸せになれる小市民。頼まれたものを何でも裏ごしする「うらごし屋」、同じく「つぶし屋」「はがし屋」などとして行商も行う。
アニメ版では「しあわせウサギ」の名称が用いられており、なにかとプー太郎にまとわりつくが、ミューとは仲が良く、たまに行動を共にする時もある。
カラオケザル / カラオケざる
声 - 西村智博
マイマイク持参の猿。隙を見計らって「ねぇ、歌ってもいい?」と周囲に頼み込むもなかなか歌わせてもらえず、何かとプー太郎にまとわりついている。気弱な性格だが頭の中は常にカラオケのことしかなく、ゆえに場の空気を読まずに出没する。強引に歌おうとするが必ず阻止されるなどで歌えないため、実際に歌が上手なのかは不明。
アニメでは「カラオケざる」表記。
双子の兄弟
声 - よゐこ（1話 - 21話）、伊崎寿克・松田健浩（22話 - 30話）村上高志・酒井哲也（PS版）
チョンマゲ、ひげ、上半身裸にブルマーといった独特の容姿が特徴の双子。突飛なことを言うボケ役の兄へ弟がツッコミを心の中で入れるのがパターン。互いを「双子の兄」「双子の弟」と呼び合っている。アニメで声優が交代した回ではその事をネタにされていた。
ロジャー
声 - 立木文彦
プー太郎の所持する魔法の壷に住み、外側をこすると出てくる生物。口癖は「アイアイサー」。短い前足の付いた蛇またはウツボのような容姿だが、体長は短く、壷をこすり続けないと連続して出てこられない（止めると引っ込んでいく）ため、役に立つ機会はほぼ無い。また、こすりすぎると壷から全身が出てしまうことがある。後に一部の欠点が改善された「メカロジャー」なるものも登場した。
ウェイター
声 - 松山鷹志
トレードマークはメガネと1本飛び出た毛と、よく曲がる腰。常連客（口ひげを生やしたプー太郎）へ独特な接客と奇抜なメニューを提示し、日によってお茶目だったり傲慢だったりと性格が変わる。常に敬語でしゃべる。本編ではあらゆる店で必ず「いらっしゃいませ〜」と登場する（原作でもそれらしき描写はある）。回によっては「上板（うえいた）」と名乗ったこともある。
まくわうりデカ
声 - パンチUFO
マクワウリをモチーフにした刑事。他者の言葉を聞き取った後、複雑に言語化して周囲を混乱させる。アニメ版ではいつも車掌と行動している。
車掌
声 - 松本保典
常に半開きの目にニカッと歯を見せ笑っている車掌。車掌なのに警察官、司会業、駅員など回によって色々な役回りで登場。アニメ版ではまくわうりデカのよきパートナーでもあり通訳でもある。常に敬語でしゃべる。
野良猫のミュー
声 - 佐々木菜摘
悪戯好きな野良猫。プー太郎とは犬猿の仲で、いつも彼をからかっている。アニメ版ではしあわせウサギと仲が良い。
泣き虫親父 / ヒーン親父
声 - 松尾銀三
「ヒーン」という泣き声とともに、なにかにつけすぐ泣くおやじ。鋏を持たせたら天才らしいが、そのような描写は一切描かれていない。アニメ版では「ヒーン親父」と呼ばれている。
お姉さん
プー太郎、ウサミ、ウッシーと共に登場する子供番組のお姉さんのようなキャラ。毎回テーマを提示して3人に実践させるが、ウッシーが除け者となる展開が多い。
ウサミ
ウサギの女の子。アニメ版には未登場。
ウッシー
声 - 立木文彦
左頬に切り傷のようなものがある牛。
アニメ版ではプー太郎が町に引っ越してきて最初に会ったキャラクターで、リュー坊のポジションを補完する役柄として登場。故に基本的に無口であまりしゃべらず、しゃべるスピードは非常に遅い。
リュー坊
擬人化された牡牛で、縞々のシャツを着ているが、何故か常に下半身を露出している。アニメ版はEDの中に少しだけ登場し、本編には未登場（性器を露出している事が笑い処の為）。
分別ネコ
声 - 松田健浩
燃えるものと燃えないものに分別されてないと現れるリサイクル大好きネコ。基本喋らないが、「ダメっす」を口癖にする。再生紙や無農薬野菜など地球にやさしいものが好きで、プラスチックには憤慨を見せる。

### その他の人物
妖精
声 - 大谷育江
様々な物体（漫画用インクや自動販売機）の妖精として随所に登場するが、必ずぞんざいな扱いを受けてしまう。アニメではキャンプファイヤーの妖精として登場。
ホロホロ鳥
声 - 八奈見乗児
涙もろいピンク色の鳥であり、愛用のギターを持ちながら色んな人のホロリ話を聞いている。一人称は「あたし」。息子がいる。原作では1回（1つの4コマネタ）のみ登場。
おこる象
声 - 松尾銀三
プー太郎の友達。原作では1回のみ登場（その時の名前は“ゾウさん”である）。一見温和だが、実は短気であり、怒りが頂点に達すると全身が真っ赤になって性格や声色が一変する。プー太郎がもっとも苦手とする相手である。
デタラメざる
声 - 宮田浩徳
カラオケざるのライバル的存在。歌をデタラメな歌詞で歌う。原作ではホロホロ鳥やおこる像と同様に1回のみ登場。
元ミス日本
ハイレグ水着姿にトロフィーを持ち、肩にタスキを掛けた女性。何らかの事象が起こっている場所に現れては「元ミス日本だが今は普通の主婦」であることを呟き、特に手助けなどをせずに見守る。
ロジャーの義理の兄
顔はロジャーに似ているが、二足歩行をする人間型の生物。「”義理”の兄」のために義理で行動を取る。

### アニメオリジナル
幽霊の山田
声 - 石野竜三
突然プー太郎の前に現れ、プー太郎にまとわりつく。選挙時には他の仲間を連れてくるようプー太郎から依頼されたり等、ロジャーのようにこき使われることがある。
神様
声 - 関根信昭
プー太郎のだらしなさに見かねて現れ、プー太郎に罰を与えた人物。おでんの屋台をかつぐ自称おでん大好き神様。
たぬきの父
声 - 岡和男
たぬきの娘
声 - 千秋
ホロホロ鳥の息子
声 - 森川智之
ホロホロ鳥の息子であり、父同様涙もろい。自らはロック好きを自称するが、父譲りのせいか奏でる音楽は演歌語りとなっている。が、本人にその自覚はない。当初は父が常に所持するギターから奏でる演歌にほとほと嫌気がさしていたが、ライブバンドでロックコンサート披露の失敗に因んでそのドーム内からの大爆発から危機一髪で自分を救った父の心意気に打たれた。
超美人
声 - 櫻井智
カビ王子
声 - 高戸靖広
カビの王子であり、プー太郎の家をカビだらけにする。カビが一カスだけでも残っている限りは決して彼自身が滅ぶことはない。
観音様
声 - 冨永みーな
かぜ娘
声 - 西原久美子
温暖前線ちゃん
声 - 横山智佐
乙姫
声 - 深雪さなえ
カラスブラザーズ
声 - 立木文彦、宮田浩徳
まくわうり・車掌ペアと対戦するため来日した覆面レスラー兄弟。プー太郎は彼らの大ファン。諸事情でプー太郎の家で風呂を借りている最中脱衣所に忍び込んだミューにマスクを盗まれてしまう。そのため急遽プー太郎に代用のマスクを作って貰うよう要請するも、アイロンをかけたばかりの熱いマスクをつけたままリングに向かったため、まくわうりーズにあっさり敗れてしまう。二度目ではまくわうり・車掌ペアにマスクを（ついでに着てる物全て（ブリーフパンツは除く）も）強奪され、神様から授かった試合用（？）のコスチュームによって辛くもまくわうり・車掌ペアを倒して勝利を収め、後にパンツブラザーズと改名。しかしプー太郎はその変貌ぶりについていけずファンをやめた。
小僧
声 - 竹間千ノ美
ヨッチン
声 - 高橋久恵
バボちゃん
声 - 荒川太郎
バレーボールワールドカップ（この本編では当時のバレーボールワールドカップ'95）のマスコットキャラ。この本編では他のバレーの選手と共に厳しい練習をしていたが、あまりの練習の過酷さに自分の体が腫れた為に脱走した。後に練習での痛みを身に知り、もう一度練習に励む決意をする。バボちゃんアタックが決め技。他の選手が繰り出す全日本アタックもある。
ナレーション
声 - 石野竜三、沢木郁也、千葉繁

## アニメ
1995年4月26日 - 1996年3月29日にフジテレビ他で放送。全30話。第1話から第18話（1995年12月14日）まで）は全国ネットで水曜19:30 - 20:00の放送だったが、第19話以降はローカル枠に移動し、関東では金曜17:30 - 18:00に放送した。
登場キャラクターの一部のデザインが変更されているなど、差異もみられる。

### スタッフ
- 原作 - 中川いさみ（小学館/ビッグコミックスピリッツ）
- 企画 - 清水賢治、金田耕司（フジテレビ）
- 監督 - ムトウユージ
- 音楽 - 玉麻尚一
- キャラクターデザイン：中嶋敦子
- 美術監督 - 海野よしみ
- 録音監督 - 千葉繁
- 撮影監督 - ：山越康司
- 編集 - 森田清次
- プロデューサー：長谷川洋（ディーン）
- タイトル - マキ・プロ
- 現像 - 東京現像所
- 効果 - 庄司雅弘（フィズサウンドクリエイション）
- 調整 - 熊倉亨
- 録音スタジオ - アバコクリエイティブスタジオ
- リレコ・映像 - 東京テレビセンター
- 録音制作 - オムニバスプロモーション
- 制作担当 - 松田桂一
- 文芸設定 - 古賀眞貴子
- 制作事務 - 堀江明美
- 広報担当 - 別所美穂（フジテレビ）
- アニメーション制作 - スタジオ・ディーン
- 製作著作 - フジテレビ

### 主題歌
- オープニング - 「たいたいづくし」

作詞・作曲・歌 - 国本武春 / 編曲 - 米光亮
- エンディング - 「元気を出して節」

作詞 - いとうせいこう / 作曲 - 国本武春、轟太郎 / 編曲 - 萩原健太 / 歌 - 国本武春

### 放送局
全国ネット時代の放送局は左記の出典より。2段目に放送時間がある放送局はローカル枠降格後もネットした局を示す。
| 放送地域       | 放送局             | 放送日時                                    | 放送系列                                     | 備考                  |
| -------------- | ------------------ | ------------------------------------------- | -------------------------------------------- | --------------------- |
| 関東広域圏     | フジテレビ         | 水曜 19:30 - 20:00 金曜 17:30 - 18:00       | フジテレビ系列                               | 制作局                |
| 北海道         | 北海道文化放送     | 水曜 19:30 - 20:00                          | フジテレビ系列                               |                       |
| 岩手県         | 岩手めんこいテレビ | 水曜 19:30 - 20:00                          | フジテレビ系列                               |                       |
| 宮城県         | 仙台放送           | 水曜 19:30 - 20:00                          | フジテレビ系列                               |                       |
| 秋田県         | 秋田テレビ         | 水曜 19:30 - 20:00                          | フジテレビ系列                               |                       |
| 福島県         | 福島テレビ         | 水曜 19:30 - 20:00                          | フジテレビ系列                               |                       |
| 新潟県         | 新潟総合テレビ     | 水曜 19:30 - 20:00                          | フジテレビ系列                               | 現・NST新潟総合テレビ |
| 長野県         | 長野放送           | 水曜 19:30 - 20:00                          | フジテレビ系列                               |                       |
| 静岡県         | テレビ静岡         | 水曜 19:30 - 20:00                          | フジテレビ系列                               |                       |
| 富山県         | 富山テレビ         | 水曜 19:30 - 20:00                          | フジテレビ系列                               |                       |
| 石川県         | 石川テレビ         | 水曜 19:30 - 20:00                          | フジテレビ系列                               |                       |
| 福井県         | 福井テレビ         | 水曜 19:30 - 20:00                          | フジテレビ系列                               |                       |
| 中京広域圏     | 東海テレビ         | 水曜 19:30 - 20:00                          | フジテレビ系列                               |                       |
| 近畿広域圏     | 関西テレビ         | 水曜 19:30 - 20:00 日曜 9:30 - 10:00        | フジテレビ系列                               |                       |
| 島根県・鳥取県 | 山陰中央テレビ     | 水曜 19:30 - 20:00                          | フジテレビ系列                               |                       |
| 岡山県・香川県 | 岡山放送           | 水曜 19:30 - 20:00 火曜～金曜 16:25 - 16:55 | フジテレビ系列                               |                       |
| 広島県         | テレビ新広島       | 水曜 19:30 - 20:00                          | フジテレビ系列                               |                       |
| 愛媛県         | テレビ愛媛         | 水曜 19:30 - 20:00                          | フジテレビ系列                               |                       |
| 福岡県         | テレビ西日本       | 水曜 19:30 - 20:00                          | フジテレビ系列                               |                       |
| 佐賀県         | サガテレビ         | 水曜 19:30 - 20:00                          | フジテレビ系列                               |                       |
| 長崎県         | テレビ長崎         | 水曜 19:30 - 20:00                          | フジテレビ系列                               |                       |
| 熊本県         | テレビ熊本         | 水曜 19:30 - 20:00                          | フジテレビ系列                               | [ 注釈 2 ]            |
| 鹿児島県       | 鹿児島テレビ       | 水曜 19:30 - 20:00                          | フジテレビ系列                               |                       |
| 沖縄県         | 沖縄テレビ         | 水曜 19:30 - 20:00                          | フジテレビ系列                               |                       |
| 宮崎県         | テレビ宮崎         | 水曜 19:30 - 20:00                          | フジテレビ系列 日本テレビ系列 テレビ朝日系列 |                       |

### 音楽
- オープニング曲の『たいたいづくし』はフジテレビ系のお昼番組「ライオンのごきげんよう」で当たり目が出たときに曲の一部が流れる。なお間奏部分が流れている（2008年5月現在）。
- 「クマのプー太郎オリジナルサウンドトラック」に収録されている曲のうち、テレビ東京の子供向け朝の番組「おはスタ」で不定期にBGMとして使われることがある。主な例として、
  - トラック5「いかしたあの娘とロックマロール」が2007年2月に「ぶらり駄菓子屋さん」の第2位の曲として使用。
  - トラック12「壺の中からアイアイサー」が2007年8月7日に浅草花やしきのスペースショットで遊ぶ企画で使用。
  - トラック14「What's MYU?」が2011年4月5日 - 8日に「友達をつくろうぜ計画!!」のコーナーで当時のレギュラー陣とリルぷりっがコント風に紹介するシーンで使用。
  - トラック3「わくまうりー」がアレンジ版として2015年11月11日に水曜レギュラーのOHAロッカー・TAKI☆WAY改めポンコツしんちゃん（流れ星・滝上伸一郎）の登場シーンに使用。
- また、トラック13「地獄へ道草」はダウンタウンのガキの使いやあらへんで!の企画「山崎 VS モリマン」の対決発表時にて使用。この企画以外でもゴボウしばきあい対決をするときに使用されている。

### 各話リスト
1話×3本のオムニバス形式。
| 話数 | サブタイトル                            | 脚本       | 絵コンテ     | 演出         | 作画監督       | 放送日         |
| ---- | --------------------------------------- | ---------- | ------------ | ------------ | -------------- | -------------- |
| 1    | 引越し!! プー太郎                       | やすみ哲夫 | ムトウユージ | うえだしげる | 畑良子         | 1995年 4月26日 |
| 1    | 出て来い!! ロジャー                     | 山口亮太   | 西村純二     | うえだしげる | 畑良子         | 1995年 4月26日 |
| 1    | 恐怖の歯医者                            | やすみ哲夫 | 大地丙太郎   | うえだしげる | 畑良子         | 1995年 4月26日 |
| 2    | こいのぼりの生造り                      | 浦沢義雄   | 須永司       | えがみきよし | 河南正昭       | 5月3日         |
| 2    | 挑戦!! 巨大ラーメン                     | 西園悟     | 太田博光     | えがみきよし | 河南正昭       | 5月3日         |
| 2    | 宿敵!! デタラメざる                     | 西園悟     | えがみきよし | えがみきよし | 河南正昭       | 5月3日         |
| 3    | GO! GO!! 宝探し                         | やすみ哲夫 | 南波千浪     | 渡辺健一郎   | 富永貞義       | 5月17日        |
| 3    | 幸運の黄金大黒                          | 阪口和久   | 近藤信宏     | 渡辺健一郎   | 富永貞義       | 5月17日        |
| 3    | トイレはどこだ?                         | 西園悟     | 古橋一浩     | 渡辺健一郎   | 富永貞義       | 5月17日        |
| 4    | 幸せは山の彼方に                        | 西園悟     | うえだしげる | うえだしげる | 畑良子         | 5月24日        |
| 4    | 世界最強!! カラス兄弟                   | 成田はじめ | 西村純二     | うえだしげる | 畑良子         | 5月24日        |
| 4    | ロジャーの家出                          | 浦沢義雄   | 渡辺健一郎   | うえだしげる | 畑良子         | 5月24日        |
| 5    | 火星人来襲!!                            | 山口亮太   | 則座誠       | 則座誠       | 窪秀己         | 5月31日        |
| 5    | 戸じまりに御用心!!                      | 西園悟     | 大地丙太郎   | 則座誠       | 窪秀己         | 5月31日        |
| 5    | 実況!! 手術室                           | 阪口和久   | 近藤信宏     | 則座誠       | 窪秀己         | 5月31日        |
| 6    | オラ! オラ!! おこる象                   | 阪口和久   | 大地丙太郎   | えがみきよし | 河南正昭       | 6月28日        |
| 6    | スッポンでポン!                         | 浦沢義雄   | 近藤信宏     | えがみきよし | 河南正昭       | 6月28日        |
| 6    | 勉強しようよ!!                          | 浦沢義雄   | えがみきよし | えがみきよし | 河南正昭       | 6月28日        |
| 7    | 曲げて幸せ!?                            | 山口亮太   | 太田博光     | うえだしげる | 大島りえ       | 7月5日         |
| 7    | ロジャーVSメカロジャー                  | 阪口和久   | 西村純二     | うえだしげる | 大島りえ       | 7月5日         |
| 7    | オラの福神漬!!                          | 浦沢義雄   | うえだしげる | うえだしげる | 大島りえ       | 7月5日         |
| 8    | 我が名はカビ王子!!                      | 西園悟     | 大関雅幸     | 則座誠       | 畑良子         | 7月12日        |
| 8    | まくわうり危機一髪!!                    | 西園悟     | 則座誠       | 則座誠       | 畑良子         | 7月12日        |
| 8    | 梅雨前線ライダー                        | 浦沢義雄   | 山口美浩     | えがみきよし | むらなかひろび | 7月12日        |
| 9    | UFOはそこにいる!!                       | 成田はじめ | えがみきよし | えがみきよし | むらなかひろび | 7月26日        |
| 9    | 神様のおでん屋                          | 浦沢義雄   | 近藤信宏     | 則座誠       | 畑良子         | 7月26日        |
| 9    | 歯ブラシの花                            | 西園悟     | 近藤信宏     | えがみきよし | むらなかひろび | 7月26日        |
| 10   | 法律を守ろう!!                          | 阪口和久   | えがみきよし | えがみきよし | 畑良子         | 8月2日         |
| 10   | ユーレイ山田デス!!                      | 浦沢義雄   | 近藤信宏     | えがみきよし | 畑良子         | 8月2日         |
| 10   | にっぽんのえらい人 〜豊臣秀吉〜         | やすみ哲夫 | 近藤信宏     | えがみきよし | 畑良子         | 8月2日         |
| 11   | 恐怖の除霊!!                            | 西園悟     | 森田浩光     | うえだしげる | 河南正昭       | 8月9日         |
| 11   | 恐怖のキャンプファイヤー                | 西園悟     | ムトウユージ | うえだしげる | 河南正昭       | 8月9日         |
| 11   | 恐怖!! 海の家                           | 西園悟     | えがみきよし | うえだしげる | 河南正昭       | 8月9日         |
| 12   | 涙のホロホロ鳥                          | やすみ哲夫 | 渡辺浩       | 則座誠       | 大島りえ       | 8月16日        |
| 12   | うらしまプー太郎                        | 浦沢義雄   | 近藤信宏     | 則座誠       | 大島りえ       | 8月16日        |
| 12   | ナンパの仕方おしえます!!                | 西園悟     | 古橋一浩     | 則座誠       | 窪秀己         | 8月16日        |
| 13   | 神様のおうち                            | 阪口和久   | 鈴木大司     | えがみきよし | 大島りえ       | 8月23日        |
| 13   | 台風上陸!!                              | 阪口和久   | 近藤信宏     | えがみきよし | 大島りえ       | 8月23日        |
| 13   | 逆襲! カラス兄弟!!                      | 西園悟     | えがみきよし | えがみきよし | 大島りえ       | 8月23日        |
| 14   | カラオケざるVSデタラメざる              | 浦沢義雄   | 鈴木大司     | うえだしげる | 河南正昭       | 9月6日         |
| 14   | 祝! 金魚釣り同好会!!                    | 西園悟     | うえだしげる | うえだしげる | 河南正昭       | 9月6日         |
| 14   | ウワサ売ります!!                        | 阪口和久   | 近藤信宏     | うえだしげる | 河南正昭       | 9月6日         |
| 15   | 薄幸のタヌキ一家!!                      | 浦沢義雄   | 則座誠       | 則座誠       | 阿部卓司       | 9月14日        |
| 15   | ミューの陰謀!!                          | 西園悟     | 吉永尚之     | 大関雅幸     | 窪秀己         | 9月14日        |
| 15   | マイクがない!!                          | 浦沢義雄   | 須永司       | 南波千浪     | 窪秀己         | 9月14日        |
| 16   | 地球最後の日!!                          | やすみ哲夫 | ムトウユージ | うえだしげる | 畑良子         | 10月18日       |
| 16   | 銭湯へ行こう!!                          | 山口亮太   | えがみきよし | うえだしげる | 畑良子         | 10月18日       |
| 16   | プー太郎に清き一票を!!                  | やすみ哲夫 | 近藤信宏     | うえだしげる | 畑良子         | 10月18日       |
| 17   | バボちゃん'95                           | 浦沢義雄   | うえだしげる | うえだしげる | 畑良子         | 11月1日        |
| 17   | カルビ! or[か]ロース!!                  | 浦沢義雄   | えがみきよし | うえだしげる | 畑良子         | 11月1日        |
| 17   | プー太郎大爆発!!                        | 山口亮太   | 近藤信宏     | うえだしげる | 畑良子         | 11月1日        |
| 18   | 朝起きたら…                             | 浦沢義雄   | 則座誠       | 則座誠       | 大島りえ       | 12月13日       |
| 18   | 屋台強奪作戦!!                          | 西園悟     | うえだしげる | 則座誠       | 大島りえ       | 12月13日       |
| 18   | 九割引だよ! 人生は!!                    | 阪口和久   | えがみきよし | 則座誠       | 大島りえ       | 12月13日       |
| 19   | 壺の中のしあわせ                        | 浦沢義雄   | 焼津半次     | えがみきよし | 阿部卓司       | 1996年 1月12日 |
| 19   | 大リーガー・ロジャー 〜激闘編〜         | 西園悟     | えがみきよし | 則座誠       | 大島りえ       | 1996年 1月12日 |
| 19   | 大リーガー・プー太郎 〜血風編〜         | 西園悟     | うえだしげる | 則座誠       | 大島りえ       | 1996年 1月12日 |
| 20   | プートラマンVS巨大ウサギ                | 阪口和久   | えがみきよし | えがみきよし | むらなかひろび | 1月19日        |
| 20   | 神様の大予言!!                          | 山口亮太   | 渡辺浩       | えがみきよし | 青木康浩       | 1月19日        |
| 20   | ようこそ上板村へ!!                      | 阪口和久   | 則座誠       | 則座誠       | 大島りえ       | 1月19日        |
| 21   | スタァ誕生!!                            | 山口亮太   | えがみきよし | うえだしげる | 畑良子         | 1月26日        |
| 21   | プロゴルファー・プー!!                  | 西園悟     | うえだしげる | うえだしげる | 畑良子         | 1月26日        |
| 21   | 上手投げでドスコイ!!                    | 武上純希   | 牛草健       | うえだしげる | 畑良子         | 1月26日        |
| 22   | 名探偵プー太郎シリーズ 〜ロウ人形の館〜 | 西園悟     | えがみきよし | 則座誠       | 釘宮洋         | 2月2日         |
| 22   | 野良猫戦隊ミューレンジャー!!            | 山口亮太   | 則座誠       | 則座誠       | 釘宮洋         | 2月2日         |
| 22   | 蛇口は知っていた…                       | 阪口和久   | うえだしげる | 則座誠       | 釘宮洋         | 2月2日         |
| 23   | キチキチグランプリ'96                   | 山口亮太   | 近藤信宏     | えがみきよし | 畑良子         | 2月9日         |
| 23   | そうなんです!!                          | 西園悟     | えがみきよし | えがみきよし | 畑良子         | 2月9日         |
| 23   | 幸せのシンデレラ…♡                      | やすみ哲夫 | 牛草健       | えがみきよし | 畑良子         | 2月9日         |
| 24   | くどいよ!! 青春!!                       | 阪口和久   | 近藤信宏     | うえだしげる | 大島りえ       | 2月16日        |
| 24   | 季節はずれの忠臣蔵!!                    | やすみ哲夫 | うえだしげる | うえだしげる | 大島りえ       | 2月16日        |
| 24   | めざせ安全運転!!                        | 西園悟     | 渡辺浩       | うえだしげる | 大島りえ       | 2月16日        |
| 25   | 暴れん坊冬将軍!!                        | 西園悟     | えがみきよし | 則座誠       | 釘宮洋         | 2月23日        |
| 25   | 双子の恋                                | 浦沢義雄   | 牛草健       | 則座誠       | 釘宮洋         | 2月23日        |
| 25   | 只今準備中!!                            | 阪口和久   | 湊屋夢吉     | 則座誠       | 釘宮洋         | 2月23日        |
| 26   | 見せます!! 大霊界!!                     | 山口亮太   | えがみきよし | えがみきよし | 畑良子         | 3月1日         |
| 26   | ボウリングNOW!!                         | 西園悟     | 西村純二     | えがみきよし | 畑良子         | 3月1日         |
| 26   | 呪いのピラミッド!!                      | 阪口和久   | 近藤信宏     | えがみきよし | 畑良子         | 3月1日         |
| 27   | 新・赤い糸伝説!!                        | 山口亮太   | 則座誠       | うえだしげる | 大島りえ       | 3月8日         |
| 27   | クマプー昔ばなし!!                      | やすみ哲夫 | 牛草健       | うえだしげる | 大島りえ       | 3月8日         |
| 27   | 宇宙は広いぞ!! 松村くん!!               | 西園悟     | えがみきよし | うえだしげる | 大島りえ       | 3月8日         |
| 28   | クマプークエストI                       | 山口亮太   | 西村純二     | 則座誠       | 釘宮洋         | 3月15日        |
| 28   | クマプークエストII                      | 山口亮太   | 西村純二     | 則座誠       | 釘宮洋         | 3月15日        |
| 28   | にぎってもらおう!!                      | 阪口和久   | 西村純二     | 則座誠       | 釘宮洋         | 3月15日        |
| 29   | 最低軍艦                                | 阪口和久   | 近藤信宏     | えがみきよし | 畑良子         | 3月22日        |
| 29   | せかいのえらい人 〜ワシントン〜         | やすみ哲夫 | 西村純二     | えがみきよし | 畑良子         | 3月22日        |
| 29   | 香港B型!!                               | 山口亮太   | えがみきよし | えがみきよし | 畑良子         | 3月22日        |
| 30   | 刑事ウリンボ 〜殺意の階段〜             | 西園悟     | 井内秀治     | うえだしげる | 大島りえ       | 3月29日        |
| 30   | 2番線にご注意!!                         | やすみ哲夫 | 近藤信宏     | うえだしげる | 大島りえ       | 3月29日        |
| 30   | バイバイ! プー太郎!!                    | 阪口和久   | 湊屋夢吉     | うえだしげる | 釘宮洋         | 3月29日        |

## ゲームソフト
2022年現在、クマのプー太郎に関するゲームソフトは2作存在する。

### クマのプー太郎 空はピンクだ!全員集合!!（それダメっす）
プレイステーション用ソフト。発売は小学館プロダクション（現：小学館集英社プロダクション）。1996年1月13日に発売された。タイトルに関しては「違法ドラッグを連想させる」という趣旨の評価もある。

登場人物
ほとんどの声優はTVアニメから担当しているが、双子の兄弟のみ別人の声優が担当していた。
- クマのプー太郎（声:古本新之輔）
- ヒーン親父（声:松尾銀三）
- 双子の兄（声:村上高志）
- 双子の弟（声:酒井哲也）
- 松村くん（声:鳥海勝美）
- 車掌（声:松本保典）
- まくわうりデカ（声:パンチUFO）
- しあわせウサギ（声:矢島晶子）
- カラオケざる（声:西村智博）
- ウェイター（声:松山鷹志）
- 分別ネコ（声:松田健浩）
- ロジャー（声:立木文彦）
- 野良猫のミュー（声:佐々木菜摘）

### クマのプー太郎 宝探しだ大入ゲームバトル!
ゲームボーイ用ソフト。発売はタカラ。ジャンルはミニゲーム集。1996年2月29日に発売された。
ストーリー
登場人物
- プー太郎
- しあわせウサギ
- カラオケざる
- ロジャー
- 双子の兄弟
- 車掌
- まくわうりデカ
- 野良猫のミュー
- ホロホロ鳥

ミニゲームは全部で8種類。
- 2チョッパゲーム
- カークラッシュゲーム
- エアープッシュゲーム
- こうやでけっとうゲーム
- イコライザーゲーム
- スーパーホッケーゲーム
- ロジャークエストゲーム
- ドッグファイトゲーム

## プーハウス
1990年代前半に、東京都の原宿に本作のテーマパーク『プーハウス』が存在した。
また、オリジナルグッズも販売された。

## その他
- 本作のカラオケザルにちなんだカラオケCD『カラオケザル/唄ってもいいかい!?』が発売された[4]（東芝EMI、TOCT-6696。1992年10月14日発売）。
- 1993年、マツダのオートザム4周年記念キャンペーン『あれこれツイてる トク・トクキャンペーン』に本作のキャラクターが起用され、レビュー成約者にプー太郎のぬいぐるみが贈られた。
- ソルマック（大鵬薬品工業）のCMにカラオケざるが単体で出演していたことがある。